# Seventh Avenue, Manhattan

Seventh Avenue är en genomfartsväg på västra Manhattan i New York. Den är en downtown (sydgående) aveny nedanför Central Park. Den bryts för Central Park från 59th Street till 110th Street. Den södra delen slutar när den möter Clarkson Street i TriBeCa och blir Varick Street. Norr om parken går den i båda riktningar genom Harlem där den kallas Adam Clayton Powell Jr. Boulevard. Vägen fortsätter över Harlem River där den blir Jerome Avenue då den når Bronx.
Seventh Avenue är också känt för att korsa Broadway och 42nd Street vid en korsning som heter Times Square. Carnegie Hall, Madison Square Garden och Penn Station, The Fashion Institute of Technology, och James J. Walker Park är några av de sevärda platserna längst Seventh Avenue.